# Sobór św. Sergiusza z Radoneża w Johannesburgu
Sobór św. Sergiusza z Radoneża – prawosławny sobór w Johannesburgu, należąca do parafii Rosyjskiego Kościoła Prawosławnego.
29 grudnia 1998 Święty Synod Rosyjskiego Kościoła Prawosławnego powołał do życia parafię św. Sergiusza z Radoneża w Johannesburgu. Początkowo jej siedziba znajdowała się w budynku mieszkalnym, gdzie urządzono kaplicę domową. We wrześniu 2000, w okresie pełnienia funkcji proboszcza parafii przez hieromnicha Filareta (Bulekowa), rosyjska społeczność nabyła działkę budowlaną w dzielnicy Midrand. Budynek cerkwi zaprojektował petersburski architekt Jurij Kirs. Prace budowlane trwały od 15 grudnia 2001 do marca 2003 i były współfinansowane przez rosyjskie zakłady przemysłowe. 2 marca 2003 gotowy budynek poświęcił metropolita smoleński i kaliningradzki Cyryl oraz metropolita Johannesburga i Pretorii Serafim (Patriarchat Aleksandryjski). W kwietniu 2004 obiekt został zwieńczony pięcioma złotymi cebulastymi kopułami. We wnętrzu cerkwi znajduje się trzyrzędowy ikonostas. 
Jest to jedna z dwóch świątyń Patriarchatu Moskiewskiego w Południowej Afryce. Drugą jest kaplica św. Włodzimierza (również w Johannesburgu; filia parafii św. Sergiusza), poświęcona 6 października 2013.